# George D. Cristescu
George D. Cristescu (n. 1902 - d. ?) a fost un fizician român. A efectuat cercetări în fizică, radiotehnică și televiziune. Totodată, a publicat prima lucrare de televiziune din România, în 1928, în care propune un nou sistem de explorare mecanică.

## Lucrări (selecție)
- „Problema televiziunii” (1928)